# Тарнава-Жепінська
Тарнава-Жепінська (пол. Tarnawa Rzepińska) — село в Польщі, у гміні Тожим Суленцинського повіту Любуського воєводства.
Населення — 108 осіб (2011).
У 1975-1998 роках село належало до Зеленогурського воєводства.

## Демографія
Демографічна структура станом на 31 березня 2011 року:
|          | Загалом | Допрацездатний вік | Працездатний вік | Постпрацездатний вік |
| -------- | ------- | ------------------ | ---------------- | -------------------- |
| Чоловіки | 55      | 17                 | 36               | 2                    |
| Жінки    | 53      | 14                 | 30               | 9                    |
| Разом    | 108     | 31                 | 66               | 11                   |